# ノーマン・ハローズ
ノーマン・ハローズ（Norman Frederic Hallows、1886年12月29日 – 1968年10月16日） は、イギリスの陸上競技選手である。彼は、1908年に開催されたロンドンオリンピックの1500メートル競走で銅メダルを獲得した。

## 経歴
フェルステッド・スクール（en:Felsted School）で学び、オックスフォード大学のキーブル・カレッジ（en:Keble College, Oxford）へ進んだ。1908年に自国で開催されたロンドンオリンピックには、1500メートル走と3マイル団体の2つの競技に出場した。
ロンドンオリンピックの1500メートル走競技は、15の国から44人の選手が出場して7月13日（予選）と7月14日（決勝）の日程で実施された。ハローズは予選3組で当時のオリンピック記録を更新する4分03秒4の記録を出し、全体でも1番よい記録で決勝に進むことになった。
決勝では、予選よりタイムを落としたものの、アメリカ代表のメルビン・シェパード、イギリス代表のハロルド・ウィルソンに続いて4分04秒0の記録で3位となって銅メダル獲得を果たした。なお、3マイル団体競技ではメダルを逃している
。
オックスフォード大学を卒業した後は、リーズ大学において科学者となった。その他にセントトーマス病院で医学を学び、バルカン戦争時に赤十字活動に加わったり、照明工学に関する書籍を共同執筆したりするなど、さまざまな業績を残している。